# Einstakafjall (berg i Island, Austurland)
Einstakafjall är ett berg i republiken Island. Det ligger i regionen Austurland, 400 km öster om huvudstaden Reykjavík. Toppen på Einstakafjall är 742 meter över havet.
Runt Einstakafjall är det mycket glesbefolkat, med 3 invånare per kvadratkilometer. Närmaste större samhälle är Neskaupstaður, omkring 11 kilometer norr om Einstakafjall. Trakten runt Einstakafjall består i huvudsak av gräsmarker.